# Sheung Yiu Tsuen
Sheung Yiu Tsuen is een dorp van Hakkanezen. Het ligt in Pak Tam Chung, Sai Kung District, Hongkong. Het dorp is inmiddels verlaten en een beschermd historisch erfgoed. Het dorp werd rond 1830 gesticht door Hakkanezen met de familienaam Huang. Het dorp is ommuurd en bestaat uit acht woningen. Het ligt vlak bij de zeekust en heeft daar een pier. De vroegere bewoners leefde hier van het verbranden van kalk. Van dit as werd bouwmateriaal gemaakt om het land vruchtbaarder te maken. Dit beroep heeft het dorp zeer welvarend gemaakt, maar in de 20e eeuw stierf het beroep uit door concurrentie met cementproducenten en de dorpelingen verhuisden naar plaatsen waar wel werk was. In 1983 werd het dorp gerestaureerd en geopend voor bezoekers. In het dorp is de Sheung Yiu Folk Museum te vinden.